# دانيال أغسطس جوزيف سوليفان
دانيال أغسطس جوزيف سوليفان (بالإنجليزية: Daniel Augustus Joseph Sullivan)‏ هو ضابط أمريكي، ولد في 31 يوليو 1884 في تشارلستون في الولايات المتحدة، وتوفي في 27 يناير 1941.